# Petar Zdravkovski
Petar Zdravkovski-Penko, né le 4 novembre 1912 à Prilep (Empire ottoman) et mort le 26 juillet 1967, est un résistant et ambassadeur yougoslave.

## Biographie
Il est diplômé du College des enseignants de Belgrade, en Yougoslavie, où il s'est impliqué dans le mouvement socialiste des étudiants et des travailleurs. Après l'obtention de son diplôme, il a travaillé comme enseignant dans les villages de Grnčarevo et près de Resen.
Il rejoint le Parti communiste de Yougoslavie (PCY) et après l'occupation fasciste bulgare, il participe aux préparatifs de la résistance armée à Prilep. Il a été emprisonné et après un long interrogatoire, il a été interné en Bulgarie. Au printemps 1943, il retourna en Macédoine et à l'automne de la même année, il rejoignit les forces armées partisanes à Debrca.
Après la Seconde Guerre mondiale, il est nommé à diverses fonctions politiques : professeur au lycée du Parti à Skopje, chef du département de presse du gouvernement de la République populaire de Macédoine (RPM); directeur de Radio Skopje (1947-1949); Secrétaire Général du Gouvernement du PRM (1949-1950), membre du Conseil Exécutif du PRM; Ministre du Conseil de l'Éducation (1957-1962); Ministre du Conseil de la Science; membre du Comité central du Parlement de la République socialiste de Macédoine. En tant que ministre de l'Éducation, il a été président du conseil de l'université de Skopje.

## Carrière diplomatique
Il parlait couramment le français et avait une connaissance pratique de l'anglais, du russe et du turc. Il a commencé sa carrière diplomatique en tant que ministre plénipotentiaire (rang d'ambassadeur) auprès de la mission diplomatique yougoslave à Helsinki, en Finlande (1950-1953). Il a été nommé chef de cabinet du département des affaires étrangères à Belgrade (1953-1954) et consul général de Yougoslavie à Marseille, France (1954-1957). En 1965, il fut nommé ambassadeur de Yougoslavie à Beyrouth, au Liban (également accrédité en Jordanie), où, après une courte maladie, il est décédé en 1967.
Il a été enterré avec les grands honneurs de l'État dans l'allée des citoyens distingués du cimetière Butel à Skopje.
Une rue de la ville de Prilep porte le nom de Penko Zdravkovski.

## Décorations
Il a reçu de nombreuses décorations nationales et internationales:
| Décoration                                           | Date                               |
| ---------------------------------------------------- | ---------------------------------- |
| Médaille commémorative des partisans 1941 (en)       | 26 octobre 1946                    |
| Ordre de la Fraternité et de l'unité                 | 1er juin 1947                      |
| Ordre du Mérite pour le peuple                       | 14 avril 1950                      |
| Ordre de la Bravoure                                 | 14 avril 1950                      |
| Grand-Croix de Ordre du Lion de Finlande             | 12 décembre 1952                   |
| Ordre de la République                               | 27 novembre 1961                   |
| Officier de la Ordre national de la Légion d'honneur | 7 mai 1956                         |
| Ordre national du Cèdre                              | 11 octobre 1967 (à titre posthume) |

Dans la municipalité de Butel à Skopje, une école primaire porte son nom.